# Theodor Andrei
Theodor Andrei (Bukarest, 2004. október 9. – ) román énekes és zeneszerző. Ő képviselte Romániát a 2023-as Eurovíziós Dalfesztiválon, Liverpoolban, D.G.T. (Off and On) című dalával.

## Pályafutása
Andrei 2017-ben lett ismert a The Voice Kids román változatában való szereplésével, ahol az elődöntőig jutott. 2020-ban benevezett a román X Factorba, ahol a táborban esett ki. Első önálló stúdióalbuma Fragil címmel jelent meg 2022-ben.
2022. december 17-én a Televiziunea Română bejelentette, hogy az énekes is bekerült a 2023-as Selecția Națională mezőnyébe.  A 2023. február 11-i döntőben az ő dala kapta a legtöbb szavazatot, így ő képviselhette hazáját az Eurovíziós Dalfesztiválon. Versenydalát a második elődöntőben adta elő, ahonnan nem jutott tovább a döntőbe.

## Diszkográfia

### Albumok
- Fragil (2022)

### Kislemezek
- 2017 – Young and Sweet
- 2018 – Și dacă azi zâmbesc
- 2019 – Stelele de pe cer
- 2019 – Nu te mira ca nu te place
- 2020 – Nu le place
- 2020 – Nu mai vreau sentimente (Oana Veleával közösen)
- 2020 – Beatu' asta fire
- 2020 – Crăciunul ăsta
- 2021 – Genul meu
- 2021 – Selectiv
- 2021 – Tatuaj
- 2022 – Ţigări mentolate (Valentinával közösen)
- 2022 – Prigoria Teen Fest (Shtrooddal közösen)
- 2022 – D.G.T. (Off and On)